# Cyriocosmus
Cyriocosmus là một chi nhện trong họ Theraphosidae.

## Các loài
Chi này gồm các loài:
- Cyriocosmus bertae Pérez-Miles, 1998
- Cyriocosmus blenginii Pérez-Miles, 1998
- Cyriocosmus chicoi Pérez-Miles, 1998
- Cyriocosmus elegans (Simon, 1889)
- Cyriocosmus fasciatus (Mello-Leitão, 1930)
- Cyriocosmus fernandoi Fukushima, Bertani & da Silva, 2005
- Cyriocosmus leetzi Vol, 1999
- Cyriocosmus nogueiranetoi Fukushima, Bertani & da Silva, 2005
- Cyriocosmus perezmilesi Kaderka, 2007
- Cyriocosmus pribiki Pérez-Miles & Weinmann, 2009
- Cyriocosmus ritae Pérez-Miles, 1998
- Cyriocosmus sellatus (Simon, 1889)
- Cyriocosmus venezuelensis Kaderka, 2010
- Cyriocosmus versicolor (Simon, 1897)